# Laurence Bareil
 (décembre 2016).
Laurence Bareil est une journaliste et animatrice de télévision québécoise née en 1983.

## Biographie
Née à Trois-Rivières, une des principales agglomérations de la Mauricie, elle commence sa carrière dans les médias à l'âge de 17 ans comme stagiaire pour une chaîne locale du Réseau TVA.
En 2002, elle commence des études de communication à l'université du Québec à Montréal tout en suivant en parallèle des cours à l'école Promédia, une structure proposant une formation en « animation et journalisme parlé ».
À l'issue de sa formation, elle est engagée par la chaîne Canal Vie pour animer une émission baptisée Tous les chemins mènent à l'art. Après un passage sur la chaîne RDS, elle rejoint la chaîne TVA où elle devient chroniqueuse et présentatrice de la météo. Elle y coanime aussi l'émission culinaire Qu'est-ce qui mijote.
En 2021 elle est au casting de la première saison de Big Brother Célébrités, la version québécoise de Celebrity Big Brother.